# إسلام أحمد
إسلام أحمد محمد عبد القادر (21 فبراير 1988 ) هو رسام كاركتير مصري، يعمل في جريدة الأهرام.

## حياته ونشأته
ولد في محافظة الجيزة وتخرج من كلية التجارة جامعة القاهرة عام 2009, بداية دخوله فن الكاريكاتير كانت عن طريق الصدفة بعد انتهاؤه من الثانوية العامة بالالتحاق بمسابقه المصري اليوم للكاريكاتير الثانية عام 2006 لكن ألغيت.

## مسيرته
انتقل للعمل رسام كاريكاتير هاوي، ينشر أعماله في جرائد مصرية، مثل جريدة القاهرة وروز اليوسف والعربي الناصري والحياة المصرية والأهالي إلي أن أنتقل للعمل الاحترافي في جريدة الدستور ومجلة آخر ساعة المصرية وهو صاحب مدونة إلكترونية للكاريكاتير.

## جوائز
حاصل على جائزة التفوق الصحفي، فرع الكاريكاتير من نقابة الصحفيين المصريين.